# شورش پچنگ‌ها
شورش پچنگ‌ها (انگلیسی: Pecheneg revolt)، شورشی علیه امپراتوری بیزانس در میانه قرن ۱۱ میلادی بود که تا سال ۱۰۵۳ میلادی به طول انجامید. سرانجام این شورش با مذاکره میان طرفین و امضا قرارداد صلح به پایان رسید.
در اوایل سال ۱۰۴۹، امپراتور بیزانس، کنستانتین نهم (حک. ۱۰۴۲–۱۰۵۵)، تصمیم گرفت که ۱۵ هزار پچنگ را به عنوان نیروهای نظامی مزدور از شمال دریای سیاه به مرزهای شرقی امپراتوری یعنی بالکان مستقر کند. اما پس از اندک زمانی پچنگ‌ها شورش خود را علیه امپراتوری بیزانس آغاز کردند. به زودی این نیروها اراضی اطراف آدریانوپولیس را غارت و توانستند نیروهای دوکس محلی را شکست دهند. با وجود تلاش دیپلماتیک اپراتوری بیزانس همچون آزادی جنگ‌سالاران پچنگ، آنها به حملات خود در ناحیه مقدونیه و تراکیه ادامه داند. با شکست دوکس‌های محلی، امپراتور بیزانس، کنستانتین نهم، برای مقابله با پچنگ‌ها، نیروهای خود را از شرق به غرب فرستاد اما تمامی نیروهای اعزامی در فاصله زمانی سال ۱۰۵۰ تا ۱۰۵۳ از نیروهای پچنگ شکست خوردند. با وجود پیروزی‌های پچنگ‌ها، آنها در سال ۱۰۵۳ ضمن متوقف‌کردن حملات خود، خواستار صلح با امپراتوری شدند. اگرچه درگیری میان امپراتوری با شورشیان پچنگ با صلح به پایان رسید اما این جنگ باعث نابودی ارتش امپراتوری بیزانس شد و اثرات آن دامان امپراتوری بیزانس را در جنگ‌های بعدی با نورمن‌ها و ترکان گرفت.